# Beck+Schubert
Die Beck+Schubert Omnibusreisen-Verkehrslinien GmbH & Co. KG ist ein Busunternehmen im Linienverkehr (gemäß Personenbeförderungsgesetz) und im Reiseverkehr. Unternehmenssitz ist im Aalener Stadtteil Ebnat.
Das Unternehmen ist innerhalb des Verkehrsverbunds OstalbMobil für die Anbindungen des im Ostalbkreis gelegenen Teils des Härtsfelds an die Kreisstadt Aalen sowie an die Städte Oberkochen und Lauchheim zuständig. In Oberkochen zeigt sich das Unternehmen verantwortlich für den Stadtverkehr. Daneben führt das Unternehmen auch Fahrten im Auftrag von Regional Bus Stuttgart durch.

## Geschichte
Der Molkereibesitzer Albert Beck aus Großkuchen verbindet 1946 den Transport von Milchprodukten mit dem Personentransport zwischen Großkuchen und Heidenheim, indem er einen LKW mit einem Aufbau versieht. 1947 bringt Günther Schubert einen defekten Omnibus aus der Kriegszeit ein, den er zusammen mit Albert Beck verkehrstauglich macht. Im selben Jahr erhalten Beck und Schubert, noch ohne überhaupt ein Unternehmen gegründet zu haben, von der Carl Zeiss AG den Auftrag einen Personenwerksverkehr einzurichten, der die Gemeinden auf dem Härtsfeld mit den Zeiss-Werken in Oberkochen verbinden sollte. Die beiden Unternehmer sind im selben Jahr Gründungsmitglieder des Verbands Baden-Württembergischer Omnibusunternehmer.
1948 wird schließlich das Busunternehmen Beck+Schubert offiziell gegründet. 1949 werden nach Erteilung der verkehrsrechtlichen Konzessionen die Linien Schweindorf – Ohmenheim – Waldhausen – Aalen, sowie Waldhausen – Ebnat – Oberkochen eingerichtet. Diese Linien werden mit Bussen von Magirus-Deutz betrieben. Gleichzeitig beginnt das Unternehmen neben dem Linienverkehr auch einen Reise- und Ausflugsverkehr anzubieten, wofür dieselben Busse wie für den Linienverkehr genutzt werden.
1952 wird der Unternehmenssitz nach Ebnat verlegt. Neben dem Bau eines Betriebshofes wird die Linie Aalen – Waldhausen – Lauchheim eingerichtet, außerdem kommt der Personenwerksverkehr für die Unternehmen Alfing Kessler Werke und Spießhofer & Braun (jetzt: Triumph) dazu.
Nach der Schließung der Härtsfeldbahn wird die Linie Neresheim – Aalen durch Beck+Schubert übernommen. 1974 übernimmt das Unternehmen den Stadtverkehr in Oberkochen.
1984 wurde ein neuer Betriebshof eingeweiht. 1997 wird das Reisebüro Flugbörse Beck+Schubert in Aalen gegründet. Derzeitiger Geschäftsführer ist Joachim Schubert.

## Fuhrpark
Im Jahre 2023 besteht der Fuhrpark aus 14 Linienbussen, die alle von EvoBus in Ulm oder von IVECO in Ulm stammen.
IVECO Crossway LE (LL 68) - IVECO Crossway LE (LL 31) - IVECO Crossway LE (LL 36) - IVECO Crossway LE (LL 38) - IVECO Crossway LE (LL 53) - IVECO Crossway LE (LL 54) - IVECO Crossway LE (LL 83) - IVECO Crossway LE (LL 84) - IVECO Crossway LE (LL 86) - Mercedes-Benz C2 Ü (LL 32) - Mercedes-Benz C2 GÜ (LL 67) - SETRA S415 LE Business (LL 52) - SETRA S415 LE Business (LL 57) - SETRA S321 SG UL (LL 22) -
Zudem besteht der Fuhrpark aus acht Reisebussen, die alle ausnahmslos aus dem Hause EvoBus in Ulm stammen. Ein Teil der Reisebusse wird auch im Linienverkehr genutzt.
SETRA S415 HDH (LL 44) - SETRA S511 HD (LL 41) - SETRA S415 HD (LL 95) - SETRA S517 HD (LL 46) -
SETRA S515 HD (2023) (LL 89) -
SETRA S517 HDH (LL43) - SETRA S516 HD (LL47) - SETRA S431 DT (LL 87) - SETRA S11 (O 1967 H)

## Linien
| Linie | Linienweg                                                                              |
| ----- | -------------------------------------------------------------------------------------- |
| 102   | Schülerverkehr Waldhausen – Teilorte (Montag bis Freitag an Schultagen)                |
| 103   | Waldhausen – Ebnat – Aalen und umgekehrt (Montag bis Freitag)                          |
| 104   | Waldhausen – Ebnat – Oberkochen und umgekehrt (Montag bis Freitag und Sonn-/Feiertags) |
| 105   | Stadtverkehr Oberkochen (täglich)                                                      |
| 106   | Schweindorf – Neresheim – Ebnat – Aalen und umgekehrt (Montag bis Freitag)             |
| 107   | Ebnat – Waldhausen – Aalen und umgekehrt (Montag bis Freitag)                          |
| 108   | Neresheim – Dorfmerkingen – Aalen und umgekehrt (Montag bis Freitag)                   |
| 109   | Aalen – Hülen – Lauchheim und umgekehrt (Montag bis Samstag)                           |
| 110   | Neresheim – Aalen und umgekehrt (Samstag und Sonntag-/Feiertags)                       |
| ZEISS | Werksverkehr – Ebnat – Oberkochen und umgekehrt                                        |

## Sonstiges
Der Mannschaftsbus des ehemaligen Zweitligisten VfR Aalen wurde von Beck+Schubert betrieben. Er trug das Kraftfahrzeugkennzeichen AA - VF 1921.